# DJ Drama
DJ Drama, właściwie Tyree Cinque Simmons (ur. 22 kwietnia 1978 r. w Filadelfii) – amerykański producent muzyczny. Jest z pochodzenia Jamajczykiem i Albańczykiem.
Simmons, Don Cannon i DJ Sense założyli w 2003 roku wytwórnię Aphilliates Music Group, a w 2006 roku połączyli siły z Asylum Records i raperem Willie the Kid.

## Dyskografia
- Gangsta Grillz: The Album (2007)
- Gangsta Grillz: The Album (Vol. 2) (2009)
- Third Power (2011)[1]
- Quality Street Music (2012)[2]

## Nagrody
BET Hip Hop Awards
- DJ of the Year (z ang. DJ roku (nominacja)

Ozone Awards
- 2008: Best Mixtape (Hood Generals) (z ang. Najlepszy mixtape) z B.G. (wygrana)[3]